# Mytí nohou

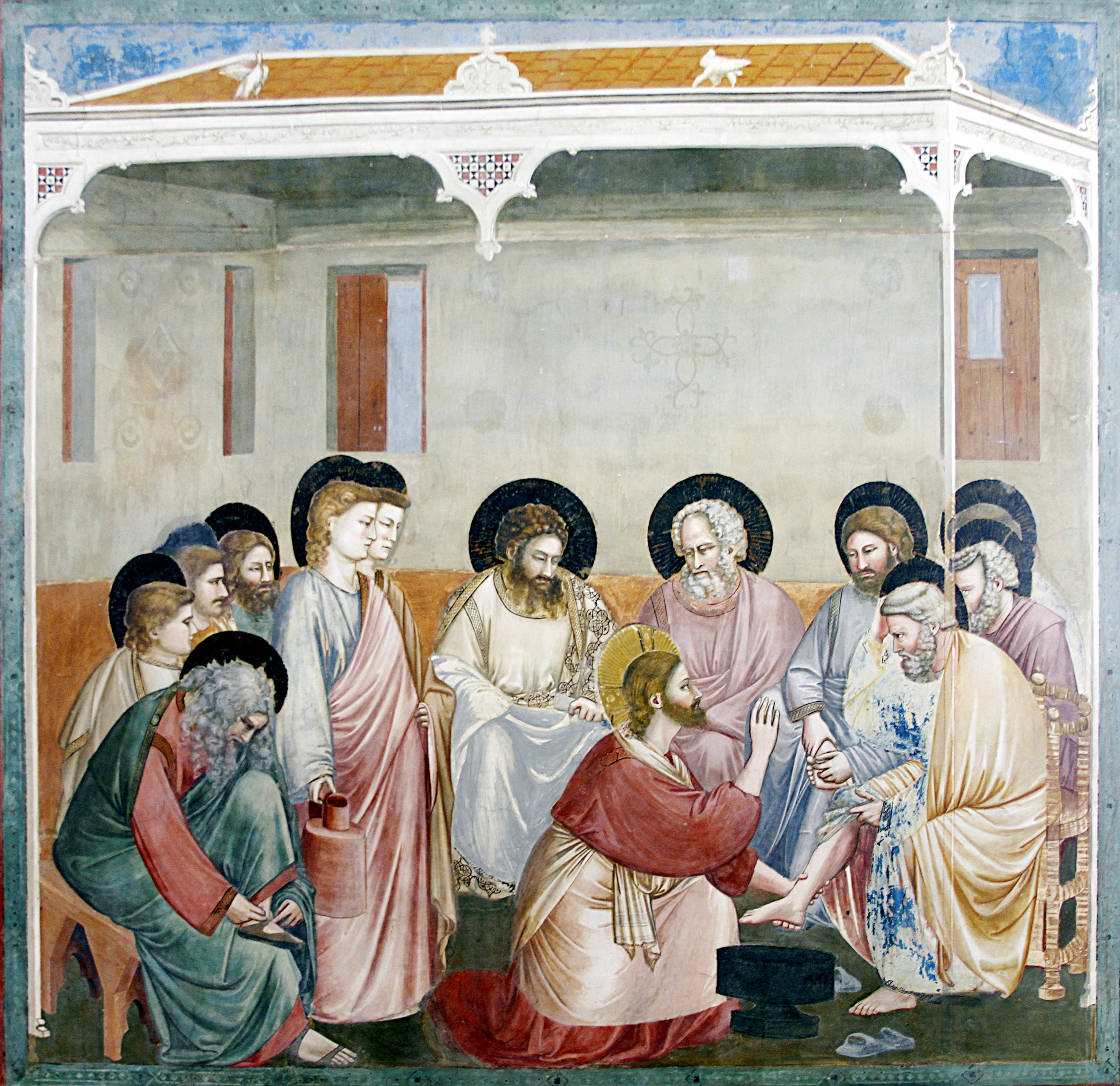
Ježíš Kristus umývá nohy svým učedníkům (freska Giotta di Bondona, počátek 14. století)

Mytí nohou (latinsky pedilavium nebo také mandatum – podle antifony Mandatum novum) je křesťanský obřad připomínající událost, k níž podle Nového zákona došlo při Poslední večeři Páně. Provádí je biskup nebo kněz jako součást mše na zelený čtvrtek.
| „                         | Bylo to při večeři. Ďábel už vnukl Jidáši Iškariotskému, synu Šimonovu, myšlenku, aby ho zradil. Ježíš věděl, že mu dal Otec všechno do rukou a že vyšel od Boha a vrací se k Bohu. Proto vstal od večeře, odložil svrchní šaty a uvázal si kolem pasu lněnou zástěru. Potom nalil vodu do umyvadla a začal učedníkům umývat nohy a utírat jim je zástěrou, kterou měl uvázanou kolem pasu. | “ |
| — Jan 13, 2–5 (Kral, ČEP) | |   |

V Českých zemích byla tato tradice zavedena za vlády Ferdinanda I. Habsburského roku 1528.